# PhpBB
phpBB est un moteur de forum développé en PHP et s'appuyant sur une base de données externe. C'est un logiciel libre disponible sous la licence GNU GPL.
phpBB est l'abréviation pour « PHP Bulletin Board ».

## Fonctions

### Fonctions de base
PhpBB propose un certain nombre de fonctions devenues basiques. On peut ainsi poster, répondre, modifier un sujet ou un message (des règles sont posées par l'administrateur), avec éventuellement des fichiers joints.
Il permet la mise en forme du texte (italique / gras / couleur) mais aussi de citer un texte, par le système des balises. On peut prévisualiser son message avant de le poster.
PhpBB permet également de créer des sondages, annonces et post-it, ces deux derniers restant en haut de la page pour être plus visibles. Les émoticônes (petite image manifestant une émotion) permettent de rendre plus visuel le contenu. Il gère un système d'avertissement optionnel par courriel de l'apparition d'une réponse au(x) sujet(s) que l'on choisit de surveiller.
Si on accepte les cookies dans le navigateur, on peut voir rapidement où sont les nouveaux messages (c'est-à-dire ceux publiés depuis la dernière consultation de la page). Pour aller plus loin, un système de messages privés entre les utilisateurs, permet d'éviter à chacun la publication de son adresse électronique (cela prévient le pourriel).
Son système de recherche inclut les opérateurs booléens, tandis qu'une FAQ est accessible en ligne.
Graphiquement, le support de différents thèmes visuels est complet : la partie graphique est totalement séparée du logiciel en lui-même, et est donc personnalisable à volonté.

### Fonctions avancées
- Possibilité d'inclure du BBCode dans les messages (suivant les choix de l'administrateur) : c'est un code voisin du HTML qui permet de définir images, URL, etc. mais qui, ne fournissant qu'un sous-ensemble très réduit des balises HTML, évite le danger de laisser à un posteur un accès au navigateur d'un visiteur à venir (via des balises comme <script> <iframe> ou <object>) ;
- Support multilingue, choix laissé à l'utilisateur ;
- Support multi thème graphique, choix laissé à l'utilisateur ;
- Possibilité d'avatars (images apparaissant à côté du nom de l'utilisateur) à partir d'une galerie définie par l'administrateur / de l'envoi d'une image personnelle par l'utilisateur ou d'un lien extérieur ;
- Gestion internationale de l'heure : toutes les heures sont ajustées au fuseau horaire choisi par l'utilisateur ;
- Définition de rangs avec possibilité d'image associée à chaque rang.

### Administration
- Panneau d'administration en ligne ;
- Gestion des permissions (lecture, écriture, modération, etc.) pour chaque utilisateur et pour chaque forum ;
- Possibilité de définir des modérateurs pour chaque forum ;
- Possibilité de définir des forums privés ou semi privés (il faut être inscrit pour poster), éventuellement invisibles aux gens non autorisés ;
- Gestion des groupes d'utilisateurs, avec définition des permissions ;
- Gestion de l'import / export de packs de smileys ;
- Possibilité de désactiver le HTML / BBcode ou privés pour l'ensemble du forum pour des raisons de sécurité ;
- Les modérateurs / administrateurs peuvent voir l'IP correspondant à chaque message ;
- Mots de passe hachés et salés dans la base de données utilisant l'algorithme MD5  ;
- Possibilité de bannir une adresse IP, voire une plage d'adresses IP ;
- Interdiction de pseudos (joker (*) supporté) ;
- Censure (joker (*) supporté) ;
- Accès possible à plusieurs types de bases de données: MySQL (avec l'extension MySQLi), PostgreSQL, Oracle, Firebird, MS SQL Server et SQLite.

## Développement
La force de phpBB réside dans sa communauté (aussi bien anglophone que francophone) très active, laquelle maintient le logiciel, assure son support et sa traduction, développe des extensions, crée des styles[non neutre].
La branche 3.0.x répondant au nom de phpBB3 « Olympus » est sortie le 13 décembre 2007. Elle apporte de nombreuses nouveautés, dont un nouveau thème par défaut, Prosilver.
Fin octobre 2014, date de la parution de la branche 3.1.x nommée Ascraeus, le style par défaut subSilver2 provenant de la branche 2.0.x est abandonné pour des questions de normes. Il n'est plus inclus dans les styles par défaut. Cette nouvelle branche apporte son lot de nouveautés, telles que les extensions remplaçantes des MODifications ainsi qu’une version du style prosilver répondant aux exigences du « Responsive Web Design » ou encore la gestion RSS native. Cette version nécessite PHP 5.3.3 ou versions ultérieures.
En 2015, est sortie la dernière version de la branche 3.0.x (3.0.14), son support s’est terminé début janvier 2017.
Après plusieurs mois de développement, la version 3.2.0 est enfin disponible depuis le début de l’année 2017, elle requiert PHP 5.4.0. Désormais, cette nouvelle mouture prend en charge le support de PHP 7 et permet l'utilisation d'Emoji.
Depuis le mois de janvier 2021 avec la version 3.3.3 de phpBB il est possible d'installer son forum dans un environnement usant des versions 8 de PHP et de MySQL. La version minimale requise pour PHP est 7.1.3.

### Support francophone
- (fr) phpbb-fr.com